# Уджунг-Кулон (национальный парк)
Уджунг-Кулон (индон. Ujung Kulon) — национальный парк, расположенный в западной части острова Ява, в провинции Бантен, Индонезия. Включает в себя также вулканическую группу островов Кракатау и некоторые другие острова в Зондском проливе, самый крупный из которых — остров Панайтан.

## География
Площадь парка составляет 1206 км² (из них 443 км² заняты морем). Большая часть расположена на полуострове, вытянувшемся далеко вглубь Индийского океана. Извержение Кракатау 1883 года повлекло за собой цунами, которые уничтожили деревни и посевы прибрежных районов на западе полуострова, и покрыло огромную площадь слоем пепла толщиной около 30 см. Всё это стало причиной полной эвакуации населения полуострова, и тем самым позволило сохранить здесь бо́льшую часть яванской флоры и фауны, и бо́льшую часть оставшихся низменных лесов острова.

## Экология
Это первый национальный парк, созданный Индонезией и объявленный ЮНЕСКО объектом Всемирного наследия в 1991 году. Это также последнее из мест обитания исчезающих яванских носорогов. По данным на 1980-е годы в Уджунг-Кулоне обитала популяция в 40-60 особей. По данным на 2011 год местная популяция насчитывает 35 особей (22 самца и 13 самок).
В парке находятся под защитой 57 редких видов растений, 35 видов млекопитающих, 72 вида пресмыкающихся и земноводных и 240 видов птиц. Из млекопитающих можно отметить бантенга, серебристого гиббона, макака-крабоеда, яванского леопарда, малого оленька, яванского лангура и др.

## Охрана природы
Некоторые части современного парка были под охраной уже с начала XX века. Остров Кракатау был объявлен заповедником в 1921 году. За ним последовали заповедники Пулау Панаитан и Пулау Панаитан, созданные в 1937 году. Заповедник Уджунг Кулон был создан в 1958 году, он был провозглашён национальным парком в 1992 году.